# Ludivine Sagnier
Ludivine Sagnier (La Celle-Saint-Cloud, 3 de julho de 1979) é uma atriz e modelo francesa.

## Filmografia parcial
- 2000: La banquise (TV)
- 2000: Bon plan por Jérôme Lévy
- 2001: Un jeu d'enfants por Laurent Tuel
- 2001: Ma femme est une actrice por Yvan Attal
- 2002: 8 femmes por François Ozon
- 2003: Petites coupures por Pascal Bonitzer
- 2003: Peter Pan Como Fada Sininho
- 2003: La Petite Lili por Claude Miller
- 2003: Swimming pool por François Ozon
- 2005: Une aventure por Xavier Giannoli
- 2005: Foon
- 2006: Thérèse Raquin
- 2006: La Californie
- 2006: Paris, je t'aime
- 2007: Les Chansons d'amour
- 2007: Molière
- 2007: Un secret
- 2007: La Fille Coupée en Deux
- 2011: The Devil's Double' PT-BR: O Dublê do Diabo